# L'Homme à la chaise
L'Homme à la chaise est un tableau réalisé par l'artiste anversois Henri de Braekeleer en 1876, et conservé au musée royal des Beaux-Arts d'Anvers depuis 1920 par une donation  du baron Georges Caroly.

## Description
Le tableau montre un vieil homme assis sur une chaise dans un cadre ancien. Au-dessus de la tête de l'homme sont suspendus un tableau et une statue de saint Arnolf. L'homme repose ses pieds sur un coussin. La lumière du jour entre dans la pièce par la fenêtre ouverte. De Braekeleer a travaillé les petits détails avec beaucoup de précision.
Ce tableau ressemble à une scène de genre traditionnelle : un personnage anonyme dans une situation banale. Pourtant, il y a de la poésie dans l'œuvre à travers la concentration inlassable et la sensibilité subtile de l'artiste pour les différentes formes de lumière et l'utilisation de la couleur et des différents matériaux.

## Tableau présent dans la composition
De Braekeleer a utilisé la Brouwershuis (nl) d'Anvers comme décor pour son tableau. Le tableau a été exposé pour la première fois sous le titre Zaal in het Brouwershuis (Salle de la Brouwershuis). Henri Leys, oncle et professeur de De Braekeleer, a introduit l'artiste dans ce lieu. Les deux peintres ont incorporé l'intérieur antique à plusieurs reprises dans leur œuvre. De Braekeleer utilise le Brouwershuis dans ce tableau comme une curiosité contemporaine.